# Tetraena decumbens
Tetraena decumbens är en pockenholtsväxtart som först beskrevs av Alire Raffeneau Delile, och fick sitt nu gällande namn av Beier & Thulin. Tetraena decumbens ingår i släktet Tetraena och familjen pockenholtsväxter. Utöver nominatformen finns också underarten T. d. megacarpum.